# Bétracq
Bétracq település Franciaországban, Pyrénées-Atlantiques megyében. Lakosainak száma 48 fő (2022. január 1.). Bétracq Hagedet, Lascazères, Madiran, Soublecause, Crouseilles, Lasserre és Monpezat községekkel határos.

## Népesség
A település népességének változása:
| Lakosok száma | 49   | 50   | 51   | 52   | 51   | 51   | 50   | 50   | 49   | 48   |
|               | 2010 | 2013 | 2015 | 2016 | 2017 | 2018 | 2019 | 2020 | 2021 | 2022 |